# سیارک ۱۶۲۴۱
سیارک ۱۶۲۴۱ (به انگلیسی: 16241 Dvorsky، نامگذاری:2000GD126) شانزده هزار و دویست و چهل و یکمین سیارک کشف شده‌است که در ۷ آوریل ۲۰۰۰ کشف شد.
قدر مطلق سیارک برابر ۱۶.۲ است.